# Доля (мифология)
До́ля (др.-рус. устръча; сербохорв. срећа) — в славянской мифологии олицетворение счастливой судьбы, удачи. 
Считалось, что «Доля» была даром богов, силой, данной ими человеку для преодоления жизненных трудностей. Установление доли происходило в момент рождения и она сопровождала человека до смерти, в значительной степени влияя на его жизнь и личность. Доля даётся человеку прежде всего матерью, обусловлена родом, предками и определяется рожаницами. Синонимы — участь, судьба в разных значениях.

## Этимология
Первоначальное значение слова «доля» (судьба) — часть. Образовано с помощью суффикса -j- от той же основы, но с переогласовкой, что и делить.

## Описание
Первоначально само слово бог имело значение «доля». Наряду с доброй долей, как персонификацией счастья в мифологических и фольклорных текстах выступают злая (несчастная, лихая) доля, недоля, лихо, горе, злосчастие, беда, нуж(д)а, бесталаница, кручина, бессчастье, злыдни, как воплощения дурной доли.
Поверья о Доле связаны с осмыслением индивидуальной судьбы как части (ср. рус. участь), некоторого количества блага, счастья (ср. рус. часть), которым свыше наделяется человек при рождении и которое ему выдаётся из общего, принадлежащего всему социуму, объёма счастья.
Другое персонифицированное воплощение счастья — встреча (др.-рус. устръча), противопоставляемая невстрече (серб. Срећа и Несрећа в сербской народной поэзии). Сречу представляли в виде красивой девушки-пряхи, которая прядёт золотую нить человеческой судьбы. Она помогает людям в сельскохозяйственных делах, в удалых забавах. Антитезой Срече является Несреча — седая старуха с потухшим взглядом. Несреча тоже пряха, но прядёт она слишком тонкую, обрывающуюся нить.

## Поговорки
- Всякую долю Бог посылает[10].
- Слава Богу, не без доли: хлеба нету, так дети есть![10]
- Воля, неволя — такая наша доля![10].
- И была бы доля, да нет воли[10].
- Не в воле счастье, а в доле[10].
- Своя волюшка доводит до горькой долюшки[10].